# Zagnitko
Zagnitko  (ucraniano: Загнітків) es una localidad del Raión de Podilsk en el Óblast de Odesa de Ucrania. Según el censo de 2015, tiene una población de 2800 habitantes.